# Kamienica Mikulskiego w Warszawie (ul. Nowy Świat 53)

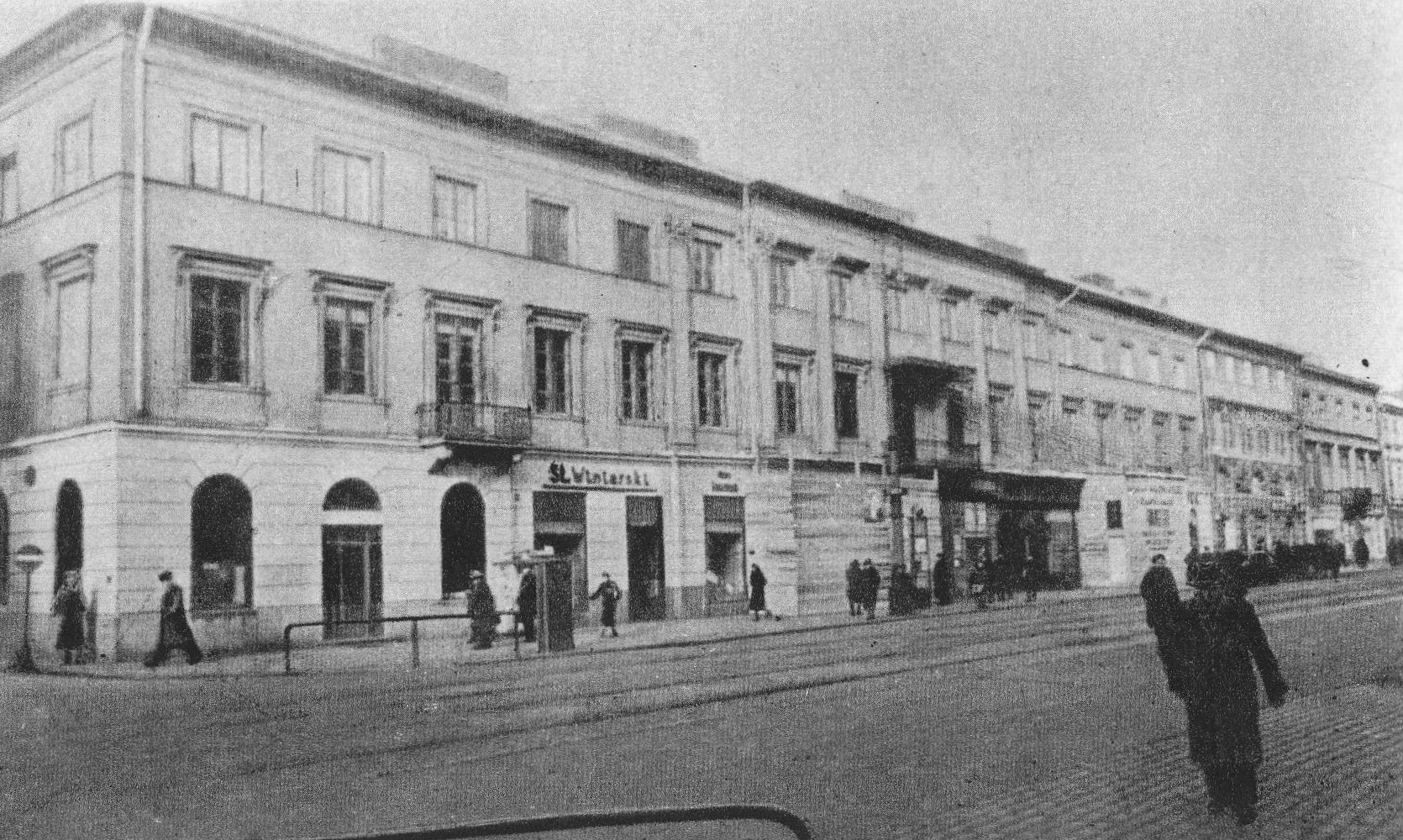
Kamienica Mikulskiego przed 1939

Kamienica Mikulskiego – kamienica pałacowa wzniesiona przez Wawrzyńca Mikulskiego, znajdująca się przy ulicy Nowy Świat 53 w Warszawie, na północnym rogu ulicy Wareckiej (ul. Warecka 2/8). Jedna z najcenniejszych i w znacznej mierze autentycznych kamienic pałacowych późnego klasycyzmu.

## Historia
Na działce (późniejszy nr hipoteki 1252) należącej do wojewodziny malborskiej Konstancji ze Słuszków Denhoffowej odnotowano w 1770 roku tzw. „dworek warecki” należący od 1720 roku do Józefa Pułaskiego, starosty wareckiego, ojca m.in. Kazimierza Pułaskiego, który w tym domu się urodził. Po sprzedaniu dworku w 1787 roku powoli popadał on w ruinę, do 1822 roku działał tu zajazd dla furmanów i dostawców tłuszczów zwierzęcych z Ukrainy.
Wawrzyniec Mikulski kupił tę nieruchomość w 1821 roku i wzniósł na działce kamienicę pałacową. Projektował ją Fryderyk Albert Lessel, a po jego śmierci najprawdopodobniej Adolf Schuch (syn Jana Chrystiana Szucha). Była to dwupiętrowa, dwutraktowa kamienica narożna (na rogu ul. Wareckiej, skrzydło od strony ul. Wareckiej było jednotraktowe, dwupiętrowe i dwuosiowe). Od strony Nowego Światu dom miał siedemnastoosiową fasadę z występującym pięcioosiowym ryzalitem. Ryzalit na piętrze był podzielony 6 półkolumnami korynckimi wielkiego porządku.
W połowie XIX wieku budynek należał już do hr. Adama Ożarowskiego, a w 1868 roku został sprzedany hr. Michałowi Stadnickiemu i przez kolejne kilkadziesiąt lat należał do jego spadkobierców. Po I wojnie światowej kamienica przeszła w ręce rodziny Bonieckich. W latach od około 1920 do 1931 w budynku funkcjonowała restauracja „Kresy”, a potem filia cukierni „Napoleonka”. W 1922 roku dom przeszedł remont.
Przed budynkiem znajduje się właz kanału, którym powstańcy warszawscy ewakuowali się z placu Krasińskich. W ciągu kilkudziesięciu godzin trasę tę przebyło ponad 4,5 tysiąca powstańców. Właz został osłonięty płytami chodnikowymi, aby chronić wychodzących przed ogniem niemieckim od strony gmachu Banku Gospodarstwa Krajowego. Do budowy tej osłony zostali przymuszeni jeńcy niemieccy. W tym czasie w kamienicy były jeszcze szyby w oknach, w późniejszych dniach powstania dom został spalony, część fasady zawaliła się aż do fundamentów. Znaczna część budynku została rozebrana w 1946 roku i cały dom został odbudowany w latach 1949–1950 według projektu Jerzego Beilla.
Obecna elewacja od strony ulicy Wareckiej jest siedmioosiowa.